# Iaçu (kommun)
Iaçu är en kommun i Brasilien.   Den ligger i delstaten Bahia, i den östra delen av landet, 900 km öster om huvudstaden Brasília. Antalet invånare är 25 735.
Följande samhällen finns i Iaçu:
- Iaçu

Omgivningarna runt Iaçu är huvudsakligen savann. Runt Iaçu är det glesbefolkat, med 14 invånare per kvadratkilometer.